# Божићни вилењаци
У културама енглеског говорног подручја, божићни вилењаци су мали вилењаци који живе са Деда Мразом на Северном полу и раде као његови помоћници. Божићни вилењаци се обично приказују обучени у зелено или црвено, са великим, шиљатим ушима и носе шиљасте шешире. Најчешће су приказани као хуманоиди, али понекад и као крзнени сисари са реповима. За Деда Мразове вилењаке се често каже да праве играчке у Деда Мразовој радионици и брину о његовим ирвасима, између осталих задатака.
У књижевност их је први пут увела Луиза Меј Алкот 1856. године. Деда Мраз је много старији, појавио се у америчком фолклору почетком 17. века од Светог Николе са атрибутима различитих европских божићних традиција, посебно из енглеског Деда Мраза и холандског Синтеркласа. Повезивање божићних поклона са вилењацима има претходнике у првој половини 19. века са скандинавским нисе или томте, а сам Свети Никола је назван вилењаком у песми Посети Светог Николе (1823). Песма је први пут анонимно објављена под насловом Извештај о посети Светог Николе 1823. године, а касније приписана Клементу Кларк Муру, који је тврдио да је аутор 1837. године.

## Порекло
Каже се да порекло вилењака потиче из нордијске митологије, која се односи на álfar-е, такође познате као huldufólk - "скривени народ". Лик вилењака је највероватније комбиновао ове нордијске легенде са другим скандинавским и келтским културама и митовима о вилењацима, вилама и природним духовима. У разним регионима Европе постојала су слична натприродна бића која се могу повезати са вилењацима, као што су коболди из Немачке и кућни духови по имену брауни у Шкотској. У средњовековној Европи, вилењаци су виђени као подли и често су били повезани са демонима.
Божићни вилењак се појавио у књижевности још 1850. године када је Луиза Меј Алкот завршила, али никада није објавила књигу под називом Божићни вилењаци. Слику вилењака у радионици је популаризовао часопис Godey's Lady's Book, са илустрацијом на предњој корици за божићно издање из 1873. године која приказује Деда Мраза окруженог играчкама и вилењацима са натписом „Овде имамо идеју о припремама које су направљене за снабдевање деце играчкама у време Божића“. У то време, овај часопис је имао огроман утицај на рађање божићних традиција, показавши прву слику модерне божићне јелке на насловној страни свог божићног издања из 1850. године. Додатно препознавање је дато у делу Остина Томпсона из 1876. „Кућа Деда Мраза, божићна бајка за недељне школе”.

### Свети Никола као вилењак
У песми из 1823. године Посета Светог Николе (данас познатијој као "Била је ноћ пре Божића"), која се често приписује Клементу Кларку Муру, сам Деда Мраз је описан у 45. реду на следећи начин: „Био је буцмаст и дебељушкаст, а прави стари вилењак". Пре утицаја Светог Николе у Шведској посао давања поклона обављала је божићна коза. До 1891. светац је спојен са Томтеном, који је раније био чувар фарме вилењака/патуљака. Након рада Џени Нистром, ова хибридна фигура постала је позната као Јултомтен. Џени Нистром је била сликарка и илустраторка углавном позната као креатор шведске слике Јултомтеа на божићним честиткама и насловницама часописа, повезујући тако шведску верзију Деда Мраза са патуљцима и томтаром из скандинавског фолклора.

## Савремена поп култура
У Сједињеним Државама, Канади, Великој Британији и Ирској, модерна легенда о Деда Мразу обично укључује мале вилењаке на Божић; зелено обучени вилењаци са шиљастим ушима и шиљастим шеширима као помоћници Деда Мраза. Играчке праве у радионици Деда Мраза која се налази на Северном полу. Последњих година, друге играчке — обично играчке високе технологије као што су рачунари, видео игрице, ДВД-ови и ДВД плејери, па чак и мобилни телефони — такође су приказане као спремне за испоруку, али не нужно и направљене у радионици. У овом приказу, вилењаци помало подсећају на окретне и деликатне верзије патуљака из нордијског мита.
У новијим филмовима (нпр. серијал Деда Мраз и Божићне хронике), послови вилењака такође укључују оперативну полицију и ваздушне снаге које штите Северни пол, помажу Деда Мразу изван пола када га ухвати полиција из стварног света, као и телохранитеље из Деда Мразове тајне службе (Фред Мраз).
За вилењаке се генерално каже да живе стотинама, или чак хиљадама година, упркос чињеници да у неким случајевима изгледају као деца вечно млада.

### У филмовима и телевизији
Божићни вилењаци су проширили своју улогу у модерним филмовима и телевизији. Они су генерално приказани у филмовима уживо или од стране малих глумаца, деце, или оптичким ефектима смањени глумци нормалне величине, или помоћу компјутерски генерисаних слика; или традиционалном анимацијом, кадар по кадар анимацијом или компјутерском анимацијом према формату филма.

### У књижевности
Дечја сликовница Валентина Д'Арсија Шелдона, Вилењак на божићном дрвету, говори о томе како је Деда Мраз упознао своје вилењаке. Такође представља вилењака Блинка, који упознаје Деда Мраза са вилењацима и спасава Божић гасећи ватру на божићном дрвету.
Снажна веза са Божићем и вилењацима може се наћи у популарној бајци Вилењаци и обућар коју су објавила браћа Грим 1812. У овој причи, обућара, који није могао да испуни потражњу да направи још ципела, дочека неколико вилењака непосредно пре Божића да доврши све ципеле за њега.

## Око света
У европским земљама Деда Мраз има различите помагаче у зависности од земље. У Холандији и Белгији, Светог Николу прати Црни Пит (Црни Петар) чије је укључивање постало контроверзно питање за приказ лика зацрњавањем лица белог човека.
У Немачкој, пратиоци су Кнехт Рупрет, а у Луксембургу су познати као Hoesecker.
У нордијским земљама, божићни вилењаци се сматрају нисеима, а не вилењацима и обично носе црвену уместо зелене одеће по којој су познати у земљама енглеског говорног подручја.